# Санца
Санца (італ. Sanza) — муніципалітет в Італії, у регіоні Кампанія, провінція Салерно.
Санца розташована на відстані близько 320 км на південний схід від Рима, 130 км на південний схід від Неаполя, 85 км на південний схід від Салерно.
Населення — 2642 особи (2014).
Щорічний фестиваль відбувається 5 серпня та 18 вересня. Покровитель — Santa Maria della Neve.

## Демографія
Населення за роками:

Станом на 1 січня 2023 року в муніципалітеті офіційно проживали 63 іноземці з 11 країн, серед них 14 громадян країн Євросоюзу.

## Сусідні муніципалітети
- Буонабітаколо
- Казальбуоно
- Казалетто-Спартано
- Казелле-ін-Піттарі
- Монте-Сан-Джакомо
- Монтезано-сулла-Марчеллана
- П'яджине
- Рофрано
- Сассано
- Валле-делл'Анджело